# Gábor belga herceg
Gábor (2003. augusztus 20. –), teljes nevén Gabriel Baudouin Charles Marie, belga királyi herceg, Fülöp belga király és Matild királyné fia. A belga trónöröklési rendben nővére, Erzsébet hercegnő mögött a második helyen áll.

## Élete
Gábor herceg 2003. augusztus 20-án született az Erasmus kórházban, Brüsszelben Fülöp herceg, a belga trón várományosa és Matild hercegnő második gyermekeként és első fiaként. Október 25-én keresztelték meg. Bár Gábor herceg a 2013 óta uralkodó Fülöp király legidősebb fia, egy 1991-ben elfogadott törvény alapján mégsem ő az első számú trónörökös, hanem – elsőszülöttsége jogán – nővére, Erzsébet. Gábornak még egy öccse, Emánuel és egy húga, Eleonóra van. A Sint-Jan Berchmanscollege tanítványa, ahol az oktatás holland nyelven folyik, de franciául és angolul is tanul. Szeret zongorázni és sportolni, kedveli a labdarúgást, a kerékpározást, a teniszt, az úszást, a síelést és a vitorlázást, valamint egy jégkorong klubnak is tagja. A királyi családdal a brüsszeli Laeken királyi palotában él.